# 北京科技职业大学
北京科技职业大学（英语：Beijing Polytechnic University，缩写：BPU），简称北职大，位于中华人民共和国北京市，是北京市人民政府举办的第一所市属公办本科层次职业院校、国家示范性高等职业院校、国家“双高计划”高水平学校建设单位（A档）、国家优质专科高等职业院校，入选北京市特色高水平职业院校建设计划。

## 历史沿革
1958年10月18日，北京邮电工业学校成立。
1998年，北京市轻工职工大学与北京一轻工业学校合并。
1999年，北京轻工职业技术学院成立。
2004年，北京轻工职业技术学院与北京邮电工业学校合并成立北京电子科技职业学院。
2025年2月21日，教育部向北京市人民政府发函，同意以北京电子科技职业学院为基础设立北京科技职业大学，学校标识码为4111010858；同时，撤销北京电子科技职业学院的建制。